# Global TeleSystems
Global TeleSystems (GTS) est un opérateur américain fondé en 1983 et spécialisé dans les services de télécommunications à longue distance pour les entreprises, qui a fait faillite lors du Krach boursier de 2001-2002. Lourdement endetté, il est racheté par KPN-Qwest, qu’il entraîne à son tour dans la faillite.

## Histoire
GTS a été fondée en 1983 sous le nom de San Francisco/Moscou Teleport, une association à but non lucratif fondée par le financier hongrois George Soros, qui s’est transformée en 1995 en société commerciale, rebaptisée GTS, pour profiter du développement d’Internet et valoriser le réseau de fibre optique à haut-débit européen EBONE, créé en 1992. Elle profite aussi de la libéralisation du marché des télécoms en Europe pour acquérir des sociétés de niche, mais se retrouve confrontée à des malversations en 1997, lors de la crise russe, lorsque des employés placent une partie de l’argent en Suisse. Dès la fin 1998, les trois augmentations de capital s’avèrent insuffisantes, sa dette dépasse 1,6 milliard de dollars et les agences de notation la classent dans la catégorie « junk bonds »
Le groupe réalise alors des acquisitions par échange de titres, à marche forcée, pour être l’un des trois premiers opérateurs européens de la fibre optique : Omnicom et Esprit au premier semestre 99, puis, pour se diversifier vers le marché des consommateurs finaux, entreprises et particuliers, le numéro deux belge de la carte téléphonique, In Touch.
Son siège social était en Virginie et sa cotation sur le Nasdaq puis sur le New York Stock Exchange à partir du 26 octobre 1999 s’est révélée un échec lors du percement de la Bulle Internet. En septembre 2000, le PDG. Brian Thompson démissionne alors que l’action a subitement perdu 90 % de sa valeur. La société et son réseau sont rachetés en octobre 2001 par KPN-Qwest, qui fait à son tour faillite en 2002.